# Satyrichthys welchi
Satyrichthys welchi és una espècie de peix pertanyent a la família dels peristèdids.

## Descripció
- Fa 46 cm de llargària màxima.[6][7]

## Hàbitat
És un peix marí i demersal que viu fins als 80 m de fondària a la plataforma continental i el talús continental.

## Distribució geogràfica
Es troba al Pacífic occidental: des del Japó fins al mar d'Arafura i el nord-oest d'Austràlia.

## Costums
És bentònic.

## Observacions
És inofensiu per als humans.